# 코타라힘부투
코타라힘부투(Kothalahimbutu, 학명:Salacia reticulata)는 노박덩굴목 노박덩굴과 사라시아속의 덩굴성 식물이다. 스리랑카에 자생하는 것을 특별히 코타라힘부투라고 부른다. 싱할라어로 "신의 은총"이라는 의미이다.
코타라힘부투의 줄기나 뿌리로 만든 차는 인도 전통의학 아유르베다에서는 옛부터 약으로 사용되어 왔으며 초기 당뇨병의 특효약으로서 이용되어 왔다. 코타라힘부투는 말토스를 글루코스로 분해하는 α-글루코시다아제 효소에 대한 저해작용을 가진 성분인 사라시놀과 코타라놀을 함유하고 있다. 코타라힘부투는 당뇨병 치료약인 경구 혈당 강하제의 α-글루코시다아제 저해제인 의약품 아칼보스와 비슷한 정도의 약효를 가지고 있다. 효능, 효과의 유용성은 근년 세계 보건 기구에서도 인정된 정도이다. 스리랑카 정부는 자연 보호와 영리 목적의 벌채를 막기 때문에 수출을 전면 금지하고 있었지만, 근년, 내정안정과 함께 일정 조건하에서 수출이 인정 받게 됐다.